# Almaz Ayana Eba
Almaz Ayana Eba (Benishangul-Gumaz; 21 de novembre de 1991) és una atleta etíop, especialitzada en proves de 3.000, 5.000 i 10.000 metres. En els Jocs Olímpics de Río de Janeiro 2016, va aconseguir la medalla d'or de 10.000 m a més de batre el rècord mundial amb marca 29:17:45.

## Carrera esportiva i palmarès
Medalla de bronze en els 5.000 m al Campionat Mundial d'Atletisme de 2013, a Moscou, el seu primer títol internacional el va aconseguir al Campionat Africà d'Atletisme de 2014 a Marràqueix, quan va derrotar la favorita del campionat, la seva compatriota derrotà Genzebe Dibaba, establint el rècord del campionat amb una marca de 15:32,7. El maig de 2015 va fer la millor marca de la seva carrera i la tercera millor del món: 14:14,3, guanyant la prova de la Lliga de Diamant 2015, celebrada a Xangai. Tres mesos després es va convertir en campiona mundial al vèncer en la prova del Campionat Mundial d'Atletisme de 2015 celebrat a Pequín amb una marca de 14:26,8, rècord de tots els campionats mundials.
El 2016, l'Ayana va guanyar la prova de Doha de la Lliga de Diamant 2016 en els 3.000 m. En els 5.000 m ho va fer en les proves de Rabat i Roma, realitzant en aquesta última amb marca de 14:12,5, la segona marca més ràpida de tots els temps, només per darrere de la de Tirunesh Dibaba, que ostenta el rècord mundial en aquesta distància des de 2008 amb 14:11,15.
Als Jocs Olímpics de Rio de Janeiro 2016 va córrer els 10 000 m, firmant una excepcional carrera i aconseguint la medalla d'or amb rècord mundial, de 29:17,45. Amb aquest rècord va superar per més de 14 segons l'antic rècord mundial que Wang Junxia havia establert a Pequín l'any 1993, tenint 23 anys d'antiguitat. Aquesta cursa passaria a la història de l'atletisme no només pel nou rècord, sinó per reunir fins a quatre dones que van aconseguir baixar de la barrera dels 30 minuts a la disciplina dels 10 000 m llisos.

## Palmarès
| Any  | Competició                   | Localitat              | Posició | Cursa    | Temps          |
| ---- | ---------------------------- | ---------------------- | ------- | -------- | -------------- |
| 2010 | Mundial Junior               | Moncton, Canadà        | 5a      | 3.000 m  | 9:48.08        |
| 2013 | Mundial                      | Moscou, Rússia         | 3a      | 5.000 m  | 14:51.33       |
| 2014 | Campionat d'Àfrica           | Marràqueix, Marroc     | 1a      | 5.000 m  | 15:32.72       |
| 2014 | Copa Continental d'atletisme | Marràqueix, Marroc     | 1a      | 5.000 m  | 15:33.32       |
| 2015 | Mundial                      | Pequín, Xina           | 1a      | 5.000 m  | 14:26.83 CR    |
| 2016 | Jocs Olímpics                | Rio de Janeiro, Brasil | 3a      | 5.000 m  | 14:33.59       |
| 2016 | Jocs Olímpics                | Rio de Janeiro, Brasil | 1a      | 10.000 m | 29:17.45 WR OR |
| 2017 | Mundial                      | Londres, Regne Unit    | 2a      | 5.000 m  | 14:40.35       |
| 2017 | Mundial                      | Londres, Regne Unit    | 1a      | 10.000 m | 30:16.32       |